# KV12
Bei KV12 handelt es sich um ein altägyptisches undekoriertes Familiengrab aus der Mitte der 18. Dynastie. Es liegt im Tal der Könige am zum Grab (KV35) von Amenophis II. hinführenden Wadi.

## Erforschung
Das Grab war bereits zur Zeit von Richard Pococke bekannt, ein erster Bericht erfolgte zwischen 1820 und 1840 durch James Burton. Das Grab war am Anfang mit Schutt gefüllt, der im Laufe der Zeit von unbekannten Ausgräbern weggeräumt wurde. Weitere Grabungen erfolgten durch Harold Jones (1908–1909), Howard Carter (1920–1921) und Otto Schaden (1993–1994), die jedoch keine bedeutsamen Funde hervorbrachten.
Burton fand Mumienreste im Inneren des Grabes sowie ein Graffito auf der Wand einer Kammer. In der Endkammer wurde wahrscheinlich der Leichnam beerdigt. Nach John Romer war diese in der Antike mit Lehmputz versiegelt. Am Eingang entdeckte Jones u. a. zwei Calcit-Uschebtis, die aus dem Grab von Ramses VI. stammen. Arbeiter, die KV9 wahrscheinlich zur Zeit von Ramses VI. ausmeißelten, brachen versehentlich in die Endkammer durch.

## Aufbau

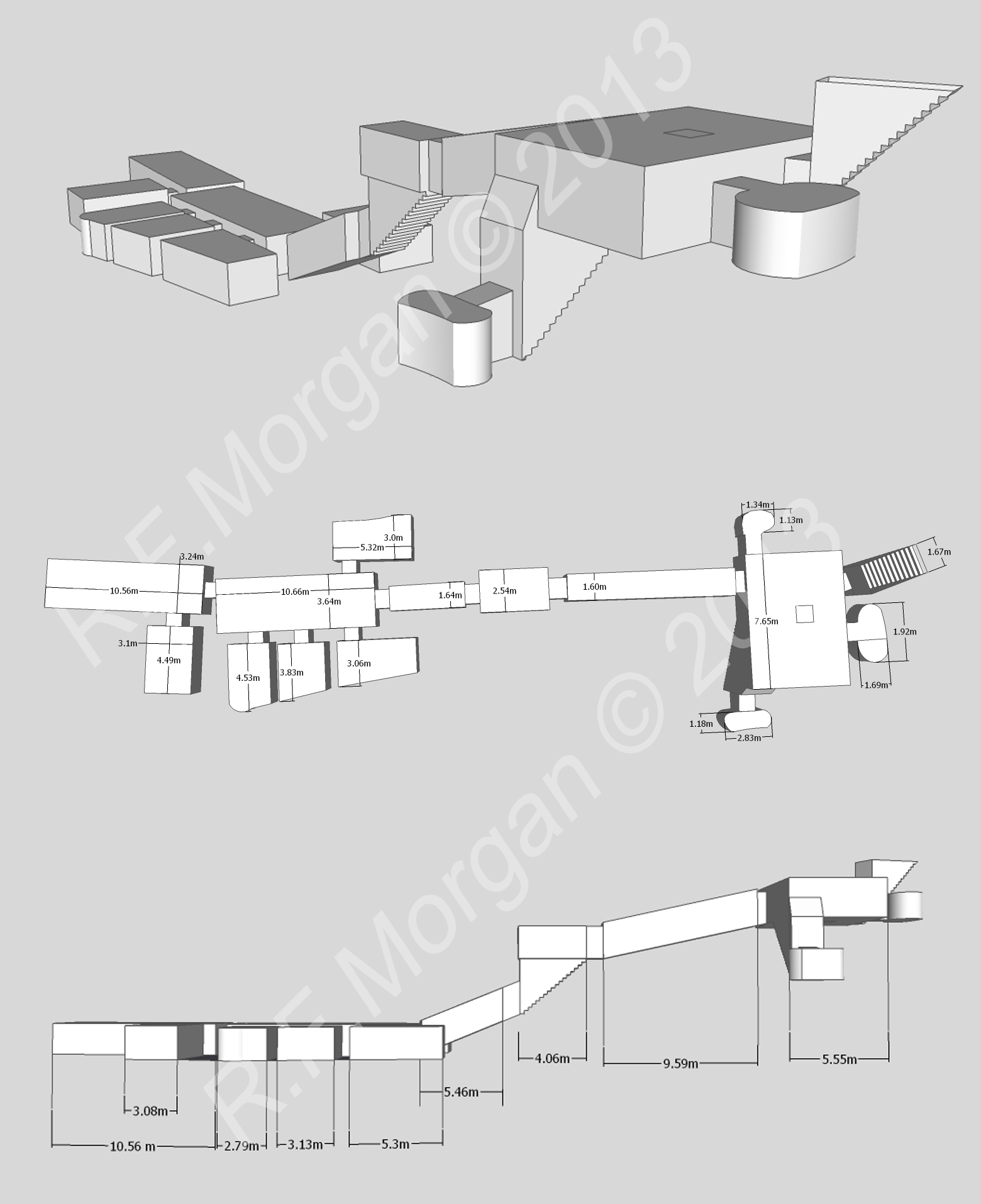
Isometrische Darstellung, Grundriss und Schnittzeichnung des Grabes

Das Grab besteht aus mehreren Kammern und hat eine Länge von ungefähr 90 m. Es verläuft von Süden nach Norden und besitzt einen seitlich versetzten Eingang. Auf den Eingang folgt eine Halle mit einer einzigen Säule, mehreren unvollendeten Abzweigungen und einer Treppe. Die äußeren Kammern sind roh behauen, während die inneren sorgfältiger bearbeitet wurden. Bei der im Norden anschließenden Passage handelt es sich um eine Treppe mit seitlichen Rampen, ähnlich wie bei Königsgräbern. Der tiefer liegende Teil von KV12 ist unsymmetrisch, aber rund um die zentrale Hauptkammer sind Umrisse nicht ausgemeißelter Türen zu erkennen. Wahrscheinlich wurde eine ausgewogene Anordnung der Seitenkammern beabsichtigt, die jedoch nicht fertiggestellt wurde. Die Unregelmäßigkeit in den Nebenräumen ist auf undurchdringliche Gesteinsadern zurückzuführen.